# Sveta liga (1684.)
Sveta liga iz 1684. bila drugi savez istog imena poput ranije Svete lige iz 1571. Osnovana je od tadašnjih graničnih ( i najugroženijih) europskih zemalja prema Osmanskom Carstvu na poticaj pape Inocenta XI. Ligu su osnovali: Sveto Rimsko Carstvo, Mletačka Republika i Poljsko-Litavska Unija, Rusko Carstvo pridružilo se ligi dvije godine kasnije 1686. godine, i to je bilo prvi puta da se je Rusija uključila u neku europsku organizaciju.
Ovaj savez osnovan je prije svega da se vojno suprotstavi Osmanskom Carstvu u Velikom turskom ratu, trajao je sve do svršetka ratnih sukoba i potpisivanja Mira u Srijemskim Karlovcima 1699.